# Cagliari Elmas
Cagliari Elmas (wł. Stazione di Cagliari Elmas) – stacja kolejowa w Elmas, w prowincji Cagliari, w regionie Sardynia, we Włoszech. Położony jest na linii Cagliari – Golfo Aranci.
Według klasyfikacji RFI ma kategorię srebrną.

## Linie kolejowe
- Cagliari – Golfo Aranci